# Sollevamento pesi ai Giochi della XXII Olimpiade - Pesi gallo
La competizione della categoria pesi gallo (fino a 56 kg) di sollevamento pesi ai Giochi della XXII Olimpiade si è svolta il giorno 21 luglio 1980 all'Izmailovo Sports Palace di Mosca.

## Regolamento
La classifica era ottenuta con la somma delle migliori alzate delle seguenti 2 prove:
- Strappo
- Slancio

Su ogni prova ogni concorrente aveva diritto a tre alzate. In caso di parità vinceva il sollevatore che pesava meno.

## Risultati
| Pos.    | Atleta                 | Nazione          | Peso Atleta | Strappo | Strappo | Strappo | Strappo | Slancio | Slancio | Slancio | Slancio | Totale |
| Pos.    | Atleta                 | Nazione          | Peso Atleta | 1       | 2       | 3       | Tot     | 1       | 2       | 3       | Tot     | Tot    |
| ------- | ---------------------- | ---------------- | ----------- | ------- | ------- | ------- | ------- | ------- | ------- | ------- | ------- | ------ |
| Oro     | Daniel Núñez           | Cuba             | 55,60       | 117,5   | 122,5   | 125,0   | 125,0   | 145,0   | 150,0   | 152,5   | 150,0   | 275,0  |
| Argento | Yourik Sargsyan        | Unione Sovietica | 55,80       | 112,5   | 112,5   | 117,5   | 112,5   | 150,0   | 155,0   | 157,5   | 157,5   | 270,0  |
| Bronzo  | Tadeusz Dembończyk     | Polonia          | 55,60       | 115,0   | 120,0   | 122,5   | 120,0   | 140,0   | 145,0   | 145,0   | 145,0   | 265,0  |
| 4       | Andreas Letz           | Germania Est     | 55,60       | 110,0   | 115,0   | 115,0   | 115,0   | 145,0   | 150,0   | 152,5   | 150,0   | 265,0  |
| 5       | Yang Eui-yong          | Corea del Nord   | 55,75       | 107,5   | 112,5   | 115,0   | 112,5   | 145,0   | 150,0   | 150,0   | 150,0   | 262,5  |
| 6       | Imre Stefanovics       | Ungheria         | 55,15       | 110,0   | 115,0   | 115,0   | 115,0   | 145,0   | 150,0   | 150,0   | 145,0   | 260,0  |
| 7       | Gheorghe Maftei        | Romania          | 55,40       | 105,0   | 110,0   | 110,0   | 105,0   | 142,5   | 147,5   | 147,5   | 142,5   | 247,5  |
| 8       | Petre Pavel            | Romania          | 55,40       | 105,0   | 105,0   | 105,0   | 105,0   | 140,0   | 145,0   | 145,0   | 140,0   | 245,0  |
| 9       | Choe Jong-sop          | Corea del Nord   | 55,70       | 100,0   | 105,0   | 110,0   | 105,0   | 132,5   | 137,5   | 142,5   | 137,5   | 242,5  |
| 10      | Ioannis Sidiropulos    | Grecia           | 55,95       | 102,5   | 102,5   | 107,5   | 102,5   | 132,5   | 137,5   | 140,0   | 140,0   | 242,5  |
| 11      | Ahmed Tarbi            | Algeria          | 55,55       | 100,0   | 105,0   | 107,5   | 105,0   | 127,5   | 132,5   | 135,0   | 135,0   | 240,0  |
| 12      | Abdul Karim Gizar      | Iraq             | 55,85       | 100,0   | 105,0   | 107,5   | 105,0   | 127,5   | 132,5   | 135,0   | 135,0   | 240,0  |
| 13      | Arvo Ojalehto          | Finlandia        | 55,95       | 105,0   | 105,0   | 105,0   | 105,0   | 132,5   | 137,5   | 137,5   | 132,5   | 237,5  |
| 14      | Johnny Helsing         | Svezia           | 55,85       | 95,0    | 95,0    | 100,0   | 100,0   | 132,5   | 137,5   | 137,5   | 132,5   | 232,5  |
| 15      | Pertti Torikka         | Svezia           | 55,70       | 100,0   | 105,0   | 105,0   | 100,0   | 130,0   | 135,0   | 135,0   | 130,0   | 230,0  |
| 16      | Lorenzo Orsini         | Australia        | 55,15       | 90,0    | 95,0    | 95,0    | 95,0    | 120,0   | 125,0   | 125,0   | 125,0   | 220,0  |
| 17      | Ali Shalabi            | Libia            | 55,95       | 85,0    | 90,0    | 95,0    | 95,0    | 115,0   | 120,0   | 125,0   | 120,0   | 215,0  |
| 18      | Ashok Kumar Karki      | Nepal            | 55,40       | 60,0    | 65,0    | 67,5    | 65,0    | 80,0    | 80,0    | 80,0    | 80,0    | 145,0  |
| -       | György Kőszegi         | Ungheria         | 55,55       | 110,0   | 115,0   | 115,0   | 110,0   | 142,5   | 142,5   | 142,5   | -       | DNF    |
| -       | Bruno Lebrun           | Francia          | 56,00       | 105,0   | 110,0   | 110,0   | 105,0   | 132,5   | 132,5   | 132,5   | -       | DNF    |
| -       | Tamil Selwan Muniswamy | India            | 56,00       | 100,0   | 100,0   | 100,0   | 100,0   | 115,0   | 115,0   | 115,0   | -       | DNF    |